# Montauban-sur-l'Ouvèze
Montauban-sur-l'Ouvèze is een gemeente in het Franse departement Drôme (regio Auvergne-Rhône-Alpes) en telt 110 inwoners (2009). De plaats maakt deel uit van het arrondissement Nyons.

## Geschiedenis
In 1300 werd de "Baronnie" van Montauban toegevoegd aan de Dauphiné. In 1317 volgde de buur, de baronnie Mévouillon.

## Geografie
Montauban ligt in het stroomgebied van de Ouvèze, een zijrivier van de Rhône. Montauban ligt in de Franse Voor-Alpen, in het massief van de Baronnies, net ten westen van de 1302 meter hoge Col de Perty.
De oppervlakte van Montauban-sur-l'Ouvèze bedraagt 27,0 km², de bevolkingsdichtheid is dus 4,1 inwoners per km².

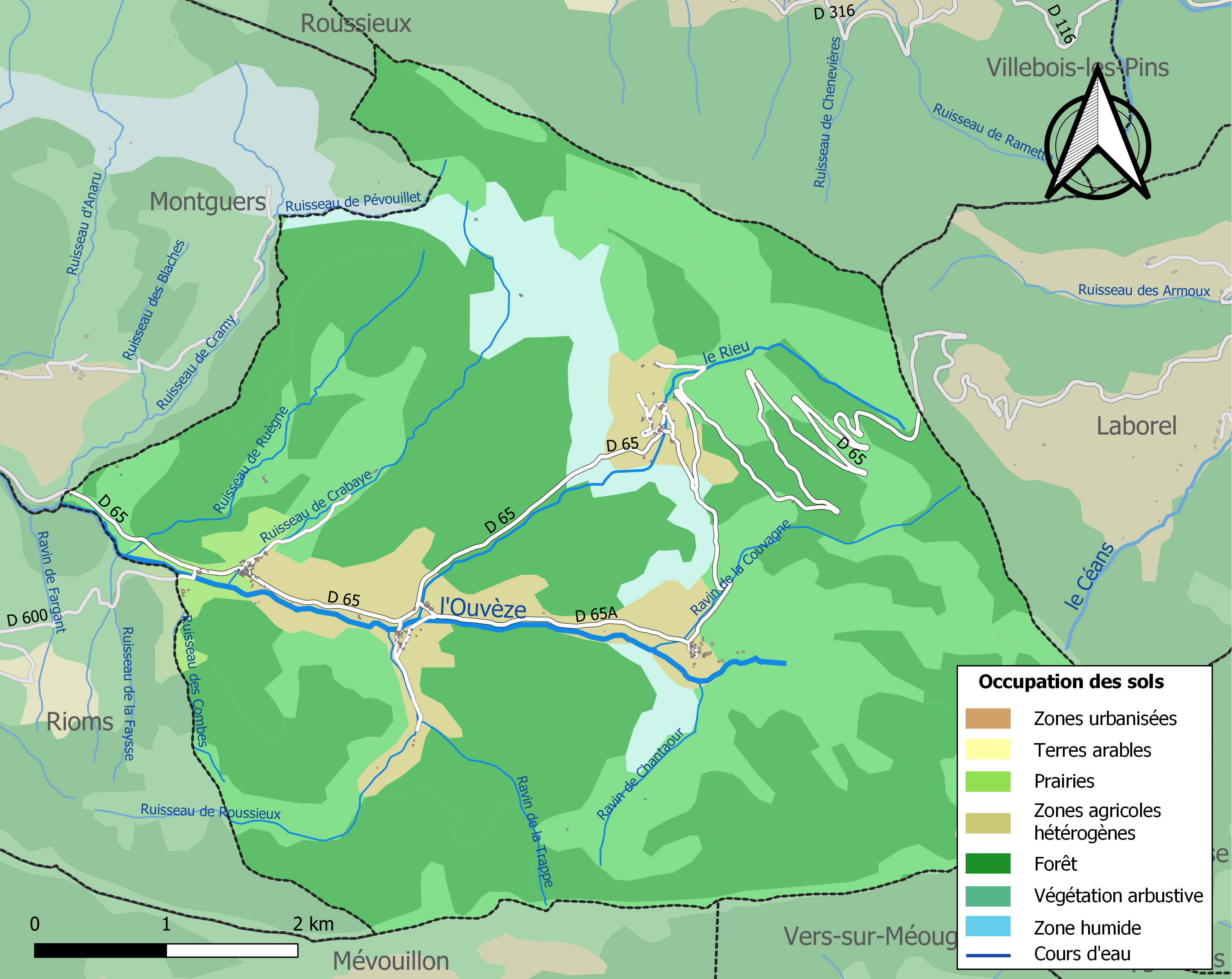
Kaart van de gemeente met belangrijkste infrastructuur, bodemgebruik en omliggende gemeenten

## Demografie
Onderstaande figuur toont het verloop van het inwonertal (bron: INSEE-tellingen).